# باس لیک آنکس (کالیفرنیا)
باس لیک آنکس (به انگلیسی: Bass Lake Annex) یک منطقهٔ مسکونی در ایالات متحده آمریکا است که در شهرستان مادرا، کالیفرنیا واقع شده‌است. باس لیک آنکس ۱٬۰۲۷ متر بالاتر از سطح دریا واقع شده‌است.